# Ronde van Azerbeidzjan (Iran) 2010
De Ronde van Azerbeidzjan in Iran werd tussen 3 en 8 mei 2010 voor de zevende keer gereden. Bijzonder was dat er één etappe in de Azerbeidzjaanse enclave Nachitsjevan werd gereden.

## Etappe-overzicht
| etappe | datum | start        | eindstreep   | afstand  | winnaar         | land       |
| ------ | ----- | ------------ | ------------ | -------- | --------------- | ---------- |
| 1e     | 3 mei | Tabriz       | Urmia        | 146 km   | Ghader Mizbani  | Iran       |
| 2e     | 4 mei | Urmia        | Shabestar    | 175,4 km | Amir Zargari    | Iran       |
| 3e     | 5 mei | Tabriz       | Jolfa        | 129,6 km | Andrej Mizoerov | Kazachstan |
| 4e     | 6 mei | Nachitsjevan | Nachitsjevan | 79       | Rafael Serrano  | Spanje     |
| 5e     | 7 mei | Jolfa        | Kaleybar     | 145 km   | Ghader Mizbani  | Iran       |
| 6e     | 8 mei | Kaleybar     | Tabriz       | 164,5 km | Ghader Mizbani  | Iran       |

## Eindklassementen

### Algemeen klassement
| rang | renner         | land | tijd        |
| ---- | -------------- | ---- | ----------- |
| 1    | Ghader Mizbani | Iran | 21u 22' 25" |
| 2    | Amir Zargari   | Iran | +6' 13"     |
| 3    | Hossein Askari | Iran | +8' 44"     |

1986 · 1987 · 1988 · 1989 · 1990 · 1991 · 1992 · 1993 · 1994 · 1995 · 1996 · 1997 · 1998 · 1999 · 2000 · 2001 · 2002 · 2003 · 2004 · 2005 · 2006 · 2007 · 2008 · 2009 · 2010 · 2011 · 2012 · 2013 · 2014 · 2015 · 2016 · 2017 · 2018 · 2019 · 2020-2021 · 2022 · 2023